# ويلهلم إكسنر
ويلهلم إكسنر (بالألمانية: Wilhelm Exner)‏ (و. 1840 – 1931 م) هو مهندس، وأستاذ جامعي، وسياسي نمساوي، توفي في فيينا، عن عمر يناهز 91 عاماً.

## مناصب
تولى منصب عضو مجلس النواب ‏
.

## التعليم
تعلم في الجامعة التقنية في فيينا
.

## جوائز
حصل على جوائز منها:

ميدالية ويلهلم إكسنر ‏ (1921)